# 桂応泰
桂 応泰（ケ・ウンテ、朝鮮語: 계응태、1925年2月25日 - 2006年11月23日）は、朝鮮民主主義人民共和国の政治家。第2・4・5・6・7・8・9・10期最高人民会議代議員。
朝鮮労働党の党政治局員、党書記（公安担当）などを務めた。

## 経歴
1925年2月25日に平安南道平原郡で生まれる。ソ連高級党学校卒業。 1967年11月より最高人民会議代議員を務める。1967年12月に貿易相になる。1970年11月に朝鮮労働党の党中央委員になる。1975年12月に政務院副総理（副首相）になる。1985年11月に党書記（公安担当）になる。1986年12月に最高人民会議法制委員長になる。1988年3月に党政治局員になる。2006年に死去。